# Eusparassus potanini
Eusparassus potanini är en spindelart som först beskrevs av Simon 1895.  Eusparassus potanini ingår i släktet Eusparassus och familjen jättekrabbspindlar. Inga underarter finns listade i Catalogue of Life.